# KQ Весов
KQ Весов (лат. KQ Librae) — двойная затменная переменная звезда типа W Большой Медведицы (EW) в созвездии Весов на расстоянии приблизительно 1882 световых лет (около 577 парсеков) от Солнца. Видимая звёздная величина звезды — от +11,9m до +11,6m.